# Schlüsselloch (Kugelstein)
Das Schlüsselloch ist eine bei Deutschfeistritz gelegene Höhle und befindet sich in 425 m ü. A. im Kugelstein nördlich des Hauptortes von Deutschfeistritz, nordwestlich von Peggau und südlich von Badl, Steiermark in Österreich.

## Lage
Das Schlüsselloch befindet sich am südöstlichen Hang des Kugelsteins, südöstlich der Fünffenstergrotte und südwestlich der Sinterröhrchenhöhle in einem Waldhang. Der Hauptzugang zur Höhle liegt etwas westlich oberhalb eines weiteren Einganges.

## Beschreibung
Das rund 6 Meter lange Schlüsselloch hat zwei Eingänge bzw. Tagöffnungen. Das etwa 1 Meter hohe und 0,4 Meter breite Portal des Haupteinganges ähnelt der Form eines Schlüsselloches. Vom Haupteingang führt ein rund 2,8 Meter langer Gang nach Nordwesten, der um etwa 1,5 Meter ansteigt. Der Gang endet in einem Horizontalgang, welcher nach 1,5 Metern zu niedrig wird um weiter passierbar zu sein. Ein, im vorderen Teil der Höhle gelegener Schluf führt zum zweiten Höhleneingang. Durch die beiden Eingänge gelangt Tageslicht in alle Höhlenräume.
Der felsige Höhlenboden wird im Eingangsbereich von einer Humusschicht und im Horizontalgang von einer sandigen Schicht an trockenem Lehm bedeckt. An den Höhlenwänden kann man etwas Perlsinterschmuck entdecken.